# Казимир Попконстантинов
Казимир Попконстантинов Константинов е български учен, историк, археолог и епиграф.

## Биография
Казимир Попконстантинов е роден на 17 септември 1942 г. в семейството на свещеник. Учи в Духовната семинария в София (1956-1961). Следва история във Великотърновския университет „Св. св. Кирил и Методий“ (1964-1968).
Дългогодишен музеен работник, полеви археолог и преподавател с големи приноси в областта на старобългарската епиграфика.
Живее във Велико Търново и село Пчелище, Търновско.

### Академична кариера
Археолог-проучвател в Окръжния музей в Търговище (1968-1975). Научен сътрудник на Археологическия институт с музей при БАН - филиал в Шумен (1975-1986).
През 1978 г. защитава дисертация на тема „Гражданската архитектура в средновековна България (VIII-XI в.)“ и става кандидат на историческите науки (днес – доктор). Става доктор на историческите науки със защитена дисертация на тема „Епиграфските паметници и писмената традиция в България (IX-XI в.)“ (1995).
Доцент (1986-1996) и професор (от 1996) по археология в Историческия факултет на Великотърновския университет „Св. св. Кирил и Методий“.
Зам.-ректор по учебната дейност (1991), декан на Исторически факултет (1992-1995), ръководител на катедра „Археология“ (1996-2007, три мандата с едно прекъсване), директор на Центъра по балканистика (1996-2003), декан на Православния богословски факултет (1999-2007, два мандата) на ВТУ „Св. св. Кирил и Методий“.
Преподавател в специалност теология в Пловдивския университет „Паисий Хилендарски“. Гост-лектор по средновековна българска епиграфика в университетите в Залцбург (Австрия), Кьолн и Фрайбург (Германия) (след 1986). Член на Археографската комисия към НБКМ и на Международния съюз на славистите.
На 28 юли 2010 г. на остров Свети Иван, край Созопол по време на археологически разкопки в развалините на манастирския комплекс „Свети Йоан Кръстител“, открива реликварий, за който се предполага че съдържа мощи на Свети Йоан Кръстител. Реликварият е разпечатан на 1 август същата година от специална комисия.

### Археологически проучвания
- 1968:
  - Дворцов комплекс в Преслав;
  - Феодално имение до Южната порта, Преслав;
  - Ранновизантийска крепост „Крумово кале“, Търговище;
- 1969:
  - Дворцов комплекс в Преслав;
  - Феодално имение до Южната порта, Преслав;
  - Ранновизантийска крепост, „Крумово кале“, Търговище;
  - Тракийско светилище, с. Драгановец, Търговище;
- 1970:
  - Дворцов комплекс в Преслав;
  - Феодално имение до Южната порта, Преслав;
  - Крумов дворец, Плиска;
- 1971:
  - Дворцов комплекс в Преслав;
  - Феодално имение до Южната порта, Преслав;
  - Крумов дворец, Плиска;
  - Манастир при Голямата базилика, Плиска;
- 1972:
  - Дворцов комплекс в Преслав;
  - Феодално имение до Южната порта, Преслав;
  - Крумов дворец, Плиска;
  - Скален манастир и некропол, с. Крепча, Търговище;
- 1973-1979:
  - Дворцов комплекс в Преслав;
  - Феодално имение до Южната порта, Преслав;
  - Крумов дворец, Плиска;
- 1979-1983:
  - Манастир на Мостич, Велики Преслав;
  - Скални манастири в Североизточна България;
- 1980-1990:
  - Манастира при с. Равна, Провадийско;
- 1981-1982:
  - Новгород, Русия;
- 1981-1983:
  - Скален манастир при Мурфатлар, Румъния;
- 1983-1987:
  - Манастир на Мостич, Велики Преслав;
- 1990-1993:
  - Преображенски манастир, Велико Търново;
- от 1996:
  - Манастир в м. Караачтеке, Варна;
- 2000-2001:	
  - Ранновизантийска крепост „Момина крепост“, Велико Търново;
- от 2005:
  - Манастир на Мостич, Велики Преслав;
  - Манастир Йоан Предтеча, остров Свети Иван, Созопол.

### Отношения с Държавна сигурност
От 1986 година е агент и секретен сътрудник на Държавна сигурност.

## Признание и награди
- 1985 – Кирило-Методиева награда на БАН за принос в развитието на славистиката и старобългаристиката;
- 2000 – Годишна академична награда на БАН в областта на хуманитарните науки за принос в изследването на средновековната българска култура за периода 1994-1999 г.;
- 2003 – Изследователска стипендия на Фондация „Александър С. Онасис“;
- 2004 – Годишна европейска Хердерова награда на Фондация „Алфред Тьопфер“, Германия, и Виенския университет, Австрия;
- 2010 – Почетен златен медал на Великотърновския университет за издигане и утвърждаване авторитета на ВТУ и за приносите му в областта на старобългарската епиграфика, в развитието на славистиката и старобългаристиката и в изследването на средновековната българска култура;
- 2005 - Почетен гражданин на град Велико Търново;
- 2011 - Почетен гражданин на град Созопол;
- 2022 - Награда Златен век - почетен знак на Министерството на културата, който се връчва ежегодно в Деня на народните будители за постигнати високи творчески резултати или принос в развитието и популяризирането на културата.[3]
- 2024 - На екран излиза документалният филм-портрет „Казимир“, посветен на  Казимир Попконстантинов. Режисьор на лентата е проф. д-р Станимир Трифонов, а продуцент е „Тристан – филм“.[4]